# محسون قرمز غل
مَحصون أو محسون قرمز غل (بالتركية: Mahsun Kırmızıgül) ولد في ديار بكر (1 أبريل 1964) وهو مغن مؤلف وممثل ومخرج وكاتب تركي، وإسمه الحقيقي عبد الله بوزانشير وهو من عائلة ضاضا الكردية، كما أن محسون هو رجل أعمال يملك شركة رائدة في الإنتاج الموسيقي في تركيا (بريستيج ميوزك) حتى عام 2002.

## حياته
انتقلت عائلة محسون إلى مدينة إسطنبول منذ طفولته، تخرج من جامعة إسطنبول التقنية قسم الموسيقى وفيها تكونت موهبته الفنية. باع 16 مليون ألبوم في 8 سنوات، وقام بعدة حفلات حول العالم.

## مسيرته الفنية
المميز في محسون قرمز غل هو تعدد موهبته الفنية فمن الغناء إلى التمثيل والإخراج وكاتب سيناريو وموزع موسيقي وملحن وأخيرا لمالك شركة إنتاج «بريستيج ميوزك»، لكن الآن صاحب شركة إنتاج تسمى "A1" للإنتاج الموسيقي.
دخل محسون عالم الفن عام 1984 بإصدار أول ألبوم له باسم (بالتركية: Yürek Yarası)، لكن دخل عالم الشهرة الحقيقية بأول ألبوم احترافي سنة 1991 باسم (بالتركية: Nilüfer)، كذلك أنتج سنة 1993 ألبوم (بالتركية: Alem Buysa Kral Sensin) وقد حقق نجاح باهراً، وصل إلى قمة مشواره الغنائي سنة 1998 عندما أنتج ألبوم (بالتركية: Yıkılmadım) والذي حقق مبيعات أكثر من مليونين ونصف نسخة ليحصد في ذلك العام جوائز كبيرة ومتعددة.
بدأ محسون مشواره السينمائي عام 2006 بمخاطرة كبيرة ليبدأ العمل على فيلم (الملاك الأبيض) (بالتركية: Beyaz Melek) والذي عُرض سنة 2007، وحقق الفيلم نجاحاً كبيراً ليأخذ أعلى مشاهدة بين الأفلام المحلية والأجنبية في تركيا سنة 2007. وفي 2009 أخرج محسون فيلمه الثاني (رأيت الشمس) (بالتركية: Güneşi Gördüm) وهو من إخراجه وتأليفه وبطولته، وهذا الفيلم جاء ليوضح طبيعة المشاكل الكردية وإعطاء حلول لها، كذلك رشح الفيلم لجائزة الأوسكار سنة 2009. كما أن محسون أخرج عدد من المسلسلات منها حكاية سمر. دخل العالمية بفيلم (خمس مآذن في نيويورك) والذي احتل المركز الأول في أمريكا لعدة أسابيع سنة 2010.

## الألبومات
- Yürek Yarası) 1984).
- Buda Yeter) 1985).
- Terkedildim) 1986).
- Sarışınım) 1987).
- Paylaşamam) 1988).
- 1990 (Şimdiki Zaman).
- 1991 (Nilüfer).
- 1993 (Alem Buysa Kral Sensin).
- 1994 (12’den Vuracağım).
- 1995 (İnsan Hakları).
- 1996 (Sevdalıyım Hemşerim).
- 1998 (Yıkılmadım).
- 2000 (Yoruldum).
- Ülkem Ağlar & Yoruldum) 2001).
- Yüzyılın Türküleri) 2002).
- Sarı Sarı — Başroldeyim) 2004).
- Dinle) 2006).
- Küçük Gelin) 2011).

## الأفلام
- Beyaz Melek) 2007)، (الملاك الأبيض).
- Güneşi Gördüm) 2009)، (أنا أرى الشمس).
- Gecenin Kanatları) 2009)، (أجنحة الليل).
- 2010 (Five Minarets in New York)، (خمس مآذن في نيويورك).

## مواقع
رسمي
دولي نسخة محفوظة 11 يوليو 2017 على موقع واي باك مشين.
الفارسية

## روابط خارجية
- محسون قرمز غل على موقع IMDb (الإنجليزية)
- محسون قرمز غل على موقع ألو سيني (الفرنسية)
- محسون قرمز غل على موقع ميوزك برينز (الإنجليزية)
- محسون قرمز غل على موقع أول موفي (الإنجليزية)
- محسون قرمز غل على موقع قاعدة بيانات الأفلام السويدية (السويدية)
- محسون قرمز غل على موقع ديسكوغز (الإنجليزية)
- محسون قرمز غل على موقع قاعدة بيانات الفيلم (الإنجليزية)
- محسون قرمز غل على موقع كينوبويسك (الروسية)